# Craig Wilson (curling)
Craig Wilson (Dumfries, 14 de septiembre de 1993) es un deportista británico que compitió por Escocia en curling.
Ganó dos medallas en el Campeonato Mundial de Curling, en los años 2005 y 2010, y dos medallas en el Campeonato Europeo de Curling, en los años 2003 y 2005.
Participó en los Juegos Olímpicos de Turín 2006, ocupando el cuarto lugar en la prueba masculina.

## Palmarés internacional
| Representando a Escocia |                                   |                   |        |
| Campeonato Mundial      |                                   |                   |        |
| Año                     | Lugar                             | Medalla           | Prueba |
| 2005                    | Victoria (Canadá)                 | Medalla de plata  | Equipo |
| 2010                    | Cortina d'Ampezzo (Italia)        | Medalla de bronce | Equipo |
| Campeonato Europeo      |                                   |                   |        |
| Año                     | Lugar                             | Medalla           | Prueba |
| 2003                    | Courmayeur (Italia)               | Medalla de oro    | Equipo |
| 2005                    | Garmisch-Partenkirchen (Alemania) | Medalla de bronce | Equipo |